# آشرویل (ایندیانا)
آشرویل (به انگلیسی: Asherville) یک منطقهٔ مسکونی در ایالات متحده آمریکا است که در شهرستان کلی، ایندیانا واقع شده‌است. آشرویل ۲۰۰٫۸۷ متر بالاتر از سطح دریا واقع شده‌است.